# 上海杉達学院
上海杉達学院（しゃんはいさんだがくいん、中国語: 上海杉达学院、英語: Sanda University）、略称「杉達（杉达）」は、中国の上海にある私立の総合大学、全日制の本科教育をおこなう高等教育学校。「中国初の私立大学」と紹介されることもある。
1992年6月に、上海交通大学、北京大学、清華大学の一部の教授達によって創設された。創設時に付けられた「杉達」という名称は、この三つの大学を意味する「三大」の諧音である。1994年2月には、国家教育委員会による批准を経て、正式に開校となった。2002年3月には、国家教育部による批准を経て、全日制普通本科院校が設けられた。
中国の制度において高等教育をおこなう学校の形態のひとつである「高等院校」であり、中国語では「高校」とされるが、日本でいう高校＝高等学校ではなく大学であり、英語名称では「Sanda University」と名乗っている。このため、日本語では上海杉達大学、上海杉達学院大学などとして言及されることがある。

## 概況
上海杉達学院には、経済学、法学、文学、理学、工学、経営管理論、芸術学、医学、教育学と9つの学類、44の本科、7つの専科がある。専任教員は700人あまりで、そのうち副高級以上の職位の教師が44.5%、修士研究生以上の学歴をもつ教師が84.5%を占めている。全日制の在校生は1.4万人あまりで、そのうち本科生は1.3万人あまりであり、創設以来、様々な分野に4万人以上の卒業生を送り出している。
上海杉達学院は、上海市の現代大学制度建設プロジェクトにおける最初のテストケースであり、中国応用技術大学（学院）連盟、および、全国非営利性民弁高校連盟の設立団体のひとつ、教育部による数的データ中国百校工程プロジェクトのテスト校、教育部の学校企画建設発展センターが組織する卓越創新連盟の設立構成員のひとつである。

## 歴史
- 1992年6月、上海交通大学、北京大学、清華大学の一部の教授たちが杉達大学を創設し、中国科学院の会員（院士）である楊槱（中国語版）を初代校長として、当時の社会から広く関心を集めた[9]。
- 1992年8月、上海市高等教育局の批准を経て、杉達大学という校名で、同年秋の入学生募集を全国に向けておこなう。
- 1994年2月、中国国家教育委員会の批准を経て、正式に開学。
- 2002年3月、中国国家教育部の批准を経て、全日制普通本科学院の設置が認められ、校名は上海杉達学院とすることが確定し、上海市における最初の民弁大学（中国語版）（私立大学）となった。
- 2005年8月、上海市学位委員会の批准を経て、学士号を授与する部門を増やす。
- 2012年9月、上海杉達学院建校20周年式典がおこなわれ、中国共産党上海市委員会の副書記の殷一璀（中国語版）が出席して講話。
- 2013年、中国応用技術大学（学院）連盟の設立団体のひとつとなる。
- 2013年9月、「1+3」のモデルを導入し、すべての1年生は基礎部で学び、2年生以上が上海の金海校区で学ぶ体制となる（それまでは、一部の専門の学生は嘉善校区で学ぶ必要がなかった）[10]。
- 2016年、教育部による数的データ中国百校工程プロジェクトのテスト校となる[11]。
- 2024年、大学院（修士課程）設立[12]。